# Marumba silhetensis
Marumba silhetensis är en fjärilsart som beskrevs av Butler 1875. Marumba silhetensis ingår i släktet Marumba och familjen svärmare. Inga underarter finns listade i Catalogue of Life.